# ベル・ミード (テネシー州)

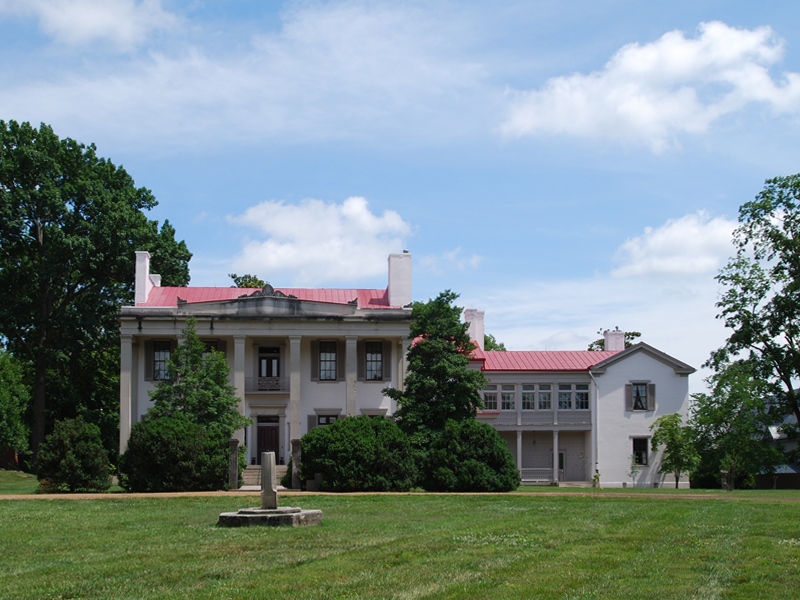
ベル・ミード・プランテーション

ベル・ミード（Belle Meade）は、アメリカ合衆国テネシー州デビッドソン郡のナッシュビルの中に位置する独立都市。人口は2,396人（2025年推計） 。実質的にナッシュビルの高級住宅街である。

## 概要
1963年、ナッシュビル・デイヴィッドソン郡都政に吸収されたが、独立都市制を保持し、住民はナッシュビル・デイヴィッドソン郡都政とベル・ミード市の両方に税金を納めている。ベル・ミード独自の道路標識、警官隊、市長、市役所がある。ZIPコードは37205。
その土地のほとんどは以前ベル・ミード・プランテーションであった。
1901年に創立されたベル・ミード・カントリー・クラブの本部がある。
1993年から2001年までの副大統領で2000年の大統領候補アル・ゴア、カントリー歌手テイラー・スウィフト、『アメリカン・アイドル』優勝歌手ケリー・クラークソン、ホスピタル・コーポレーション・ オブ・アメリカの共同創立者で元CEOのトーマス・F・フリスト・ジュニアなどが住んでいる。

## 地理
座標は、北緯36度6分20秒 西経86度51分18秒 / 北緯36.10556度 西経86.85500度。

デイヴィッドソン郡内の位置

アメリカ合衆国国勢調査局によると総面積3.1平方マイル (8.0 km2)で、非常に小さい自治体である。。
ベル・ミード大通りは市の最大の公園パーシー・ワーナー公園の歴史的な正門で終わっている。

## 住民
2000年国勢調査で、この都市は人口2,943人、1,067世帯、及び882家族が暮らしている。人口密度は361.9/km2 (938.7/mi2) ある。139.3/km2 (361.4/mi2) の平均的な密度に1,133軒の住宅が建っている。この都市の人種的な構成は白人98.64%、アフリカ系アメリカ人0.34%、先住民0.03%、アジア0.48%、その他の人種0.20%、及び混血0.31%である。人口の0.71%はヒスパニックまたはラテン系である。
1,067世帯のうち、39.9%が18歳未満の子供と一緒に生活しており、78.4%は夫婦で生活している。3.1%は未婚の女性が世帯主であり、17.3%は家族がいない。15.5%は1人以上の独身の居住者が住んでおり、7.2%は65歳以上が1人で住んでいる。1世帯の平均人数は2.76人であり、結婚している家庭の場合は3.08人である。
この都市内の住民は30.0%が18歳未満の未成年、18歳以上24歳以下が2.8%、25歳以上44歳以下が21.0%、45歳以上64歳以下が31.0%、及び65歳以上が15.3%にわたっている。中央値年齢は43歳である。女性100人ごとに対して男性は93.9人である。18歳以上の女性100人ごとに対して男性は90.6人である。
この都市の世帯ごとの平均的な収入は144,720米ドルであり、家族ごとの平均的な収入は194,016米ドルである。男性は100,000米ドルに対して女性は71,944米ドルの平均的な収入がある。この都市の一人当たりの収入 (per capita income) は104,908米ドルでテネシー州だけでなく全米でも最高水準である。人口の0.9%及び家族の0.7%は貧困線以下である。全人口のうち18歳未満の1.2%貧困線以下の生活を送っており、65歳以上は0%である。